# Condyle latéral du tibia
Le condyle latéral du tibia est la tête articulaire supérieure et latérale du tibia.

## Description
Le condyle latéral du tibia constitue le sommet latéral du tibia. Sa face supérieure forme la partie latérale du plateau tibial et porte la surface articulaire supérieure du condyle latéral du tibia faisant partie des surfaces articulaires supérieures du tibia.
Il est moins volumineux que le condyle médial du tibia et en est séparé par la surface intercondylaire.
En dehors et en arrière, il porte une surface articulaire plane, arrondie et regardant en bas, en arrière et en dehors : la facette articulaire fibulaire du tibia.
En dehors et en avant le tubercule infra-condylaire forme une saillie qui se prolonge par une crête oblique en bas et qui donnent insertion au muscle tenseur du fascia lata.
Il s'articule avec le condyle latéral du fémur et avec la facette articulaire de la tête de la fibula.